# Mirko Jovandić
Mirko Jovandić (srp.: Мирко Јовандић; Beograd, 23. veljače 1949.), srbijanski majstor borilačkih vještina. Nositelj je 7. Dana u aikidu. Jedan je od prvih aikido majstora u SFR Jugoslaviji.

## Životopis
Mirko Jovandić je rođen u Beogradu 1949. godine. Prije nego što je započeo vježbati aikido, trenirao je judo tri godine u Judo Klubu Palilulac u Beogradu. Na nagovor očevog prijatelja, otišao je da se upozna s aikidom. Na tom susretu, na kino projektoru pušten mu je film sa smotre, godišnjice aikida, snimljene u Hombu dojou 1965. godine. Na filmu je prvi put vidio O-Senseija i njime bio opčinjen. Zamolio je oca da počne vježbati aikido. U razgovoru s trenerom juda Milanom Zagorcem, Jovandićev otac je predložio da se pokrene aikido. Tako je pri judo klubu na Partizanovom stadionu u Beogradu osnovana aikido sekcija 1968. godine i to je početak aikida u SFR Jugoslaviji. S obzirom na to da u Jugoslaviji nije bilo majstora ove vještine, počeci su bili jako teški. Početkom 1969. Zagorac uspostavlja kontakt s Aikikai di Italia, na čijem čelu je bio Hiroshi Tada. Ugovara seminar u Dubrovniku s Tadinim asistentom Nemotom Toshirom za kolovoz 1969. godine. Na tom seminaru učestvuje oko 100 polaznika, a seminar traje sedam dana. Na kraju je bilo polaganje i tada su Zoran Ristić i Mirko Jovandić položili za 1. Kyu - majstorski kandidat. 
Nakon tog seminara u Dubrovniku sve dobiva ozbiljnije oblike i može se reći da se u Beogradu već tada ozbiljno vježbati aikido. Godine 1972. polaže 1. Dan kod Hiroshi Tade, u talijanskom mjestu Dessenzano. Jovandić tada postaje prvi majstor aikida u SFR Jugoslaviji. Godine 1974. započinje voditi aikido klub na Dedinju u prostorijama Partizana. Godine 1978. otvara svoj klub AK Zvezdara u Beogradu, a 1999. godine osniva Aikido savez Srbije i Crne Gore, danas Aikido savez Srbije. Godine 2001. je osnovao Aikido savez Beograda. Danas je predsjednik i tehnički ravnatelj Aikido saveza Srbije, te glavni instruktor tog saveza.
Mirko Jovandić je najduže učio od Hiroshi Tade. Kod njega je položio 1., 2. i 3. Dan. Potom je kod Fujimoto Yoyija 1987. godine položio 4. Dan. Od 1995. godine mentor mu je bio Nobuyoshi Tamura, od koga je 2001. godine dobio 5. Dan. Hombu dojo ga je 2008. promovirao u 6. Dan, a 2018. godine u 7. Dan, kao majstora prepoznatljive tradicionalne aikido škole, s osobno izgrađenim stilom. 
Mirko Jovandić drži seminare aikida širom Srbije i svijeta, a najviše u europskim zemljama.

## Djela
- ABCD Nepobedive borilačke veštine: Aikido (Beograd, 1986)
- Tradicionalni aikido: Lepota mača, štapa i umetnost telesnih tehnika (Beograd, 2000)

## Vanjske povezice
- Aikido savez Srbije